# Máté Csák
Máté (III) Csák (* 1252? – † 18 mars 1321) (hongrois : Csák (III) Máté, slovaque : Matúš Čák III), aussi Máté Csák de Trenčín (hongrois : trencséni Csák (III) Máté, slovaque : Matúš Čák III Trenčiansky) était un noble du royaume de Hongrie qui de facto gouvernait de manière indépendante le nord-ouest du royaume correspondant actuellement à l'ouest et le centre de la Slovaquie et une partie du nord de la Hongrie.
Il maintint l'indépendance de ses territoires jusqu'à sa défaite à la Bataille de Rozgony (aujourd'hui Rozhanovce en Slovaquie) le 15 juin 1312, contre le roi Charles Robert de Hongrie.
Il fut au XIXe siècle un symbole de l'indépendance dans les littératures hongroise et slovaque.